# Narumi Kakinouchi
Narumi Kakinouchi (垣野内 成美 'Kakinouchi Narumi'?) es una mangaka, directora y diseñadora de personajes japonesa. Nació el 21 de marzo de 1962 en la prefectura de Osaka, Japón. Algunos de sus trabajos han aparecido en la revista de manga Lemon People. 
Después de graduarse de la escuela, ella empezó trabajando en el estudio Beebo, bajo la dirección de Tomonori Kogawa. Trabajando en el estudio le permitió aprender y desarrollarse en el ámbito del anime y cine. Narumi hizo su debut profesional en el manga y en el diseño del personaje con el trabajo llamado  Vampire Princess Miyu. La serie tuvo bastante éxito, lo que le permitió ser muy famosa dentro la escena del manga y anime de Japón. Narumi siguió haciendo ilustraciones y diseño de personajes para otros proyectos. Narumi se casó con el director de anime Toshiki Hirano.

## Breve biografía
- 1980—Su debut en animación con  Space Runaway Ideon
- 1988—La artista gana fama por ser diseñadora de personajes, storyboard artista, y director de animación de Vampire Princess Miyu OVAs
  - March—Vampire Princess Miyu Dubuta en el ámbito del manga de misterio/horror llamado Susperia. La serie es publicado mensualmente
- 1990—Hizo su debut como director con Ryokunohara Labyrinth; Además, también fue la diseñadora de personajes de la se, storyboard artista, y director de animación.

## Trabajos de anime

### Series de TV
- Kimagure Orange Road (diseño original, opening y ending animación por episodio 1-8)
- Magic Star Magical Emi (director de animación por episodio 34)
- Magical Idol Pastel Yumi (director de animación por episodio 25)
- Magical Princess Minky Momo (original diseño por episodio 10 y 15)
- Ninja Senshi Tobikage (animación director por episodios 25 y 41)
- Plawres Sanshiro (diseño original por episodio 28)[1][2]
- Space Runaway Ideon (key animación)
- The Super Dimension Fortress Macross (original diseño (eps.4, 7, 12, 19, 26, 31, 36), asistente production director (eps.19, 26))
- Urusei Yatsura (key animación, original diseño)
- Vampire Princess Miyu (character diseño, original diseño, opening animación por episodio 25)

### Películas
- Crusher Joe (original diseño)
- Space Runaway Ideon
- The Super Dimension Fortress Macross: Do You Remember Love? (asistente animación director)

### OVAs
- Adventure! Iczer 3 (original diseño)
- Cosmos Pink Shock (original diseño, animación director)
- Cream Lemon: Don't Do It Mako! Mako Sexy Symphony (original diseño, animación director)
- Daimajū Gekitō: Hagane no Oni (original diseño)
- Hyper Combat Unit Dangaioh (animación director por episodios 1 y 3)
- Fight!! Iczer 1 (original diseño, animación director)
- Megazone 23 (original diseño, animación director)
- Neko Neko Gensōkyoku (character diseño)
- Ryokunohara Labyrinth (director, diseñador de personajes, scenario, storyboards, animación director)
- Vampire Princess Miyu (diseño de personajes, storyboards, animación director)

## Trabajos de manga

### Manga
- Magic at 3:00pm (午後3時の魔法 Gogo 3ji no Mahō?)
- China Blue Jasmine (チャイナ・ブルーJASMINE Chaina Burū JASMINE?)
- Dahlia the Vampire (ダリア ヴァンパイア Daria Vanpaia?)
- Isei Gakuen Elistaers (異星学園エリスターズ Isei Gakuen Erisutāzu?) (con Toshiki Hirano)
- Juline (格闘小娘JULINE Kakutō Komusume JULINE?)
  - Shaolin Sisters (風雲三姉妹LIN³ Fūun Sanshimai LIN³?) (secuela)
  - Shaolin Sisters: Reborn (新・風雲三姉妹特LIN Shin Fūun Sanshimai Toku LIN?) (secuela)
- Keep Trust: Shinrai no Kizuna (KEEP TRUST -信頼の絆-?)
- Koi Suiren (恋水蓮 Koi Suiren?)
- Le Masque (マスク Masuku?)
- Mengenso (面幻想 Mengensō?) (con Toshiki Hirano)
- Mermaid Trip (マーメイドトリップ Mēmaido Torippu?) (con Toshiki Hirano)
- Moon Princess (manga) (ムーンプリンセス Mūn Purinsesu?)
  - Moon Princess: Red Moon (ムーンプリンセスRED MOON Mūn Purinsesu RED MOON?)
- My Code Name is Charmer (コードネームはCHARMER Kōdo Nēmu wa CHARMER?)
- Rupor Blood (ルビー・ブラッド Rubī Burādo?)
- The Strange Case Files de Ryoko Yakushiji (薬師寺涼子の怪奇事件簿 Yakushiji Ryōko no Kaiki Jikenbo?)
- Snow Sugar
- Utahime Fight! (歌姫FIGHT! Utahime FIGHT!?)
- Vampire Princess Miyu (吸血姫美夕 Kyūketsu-ki Miyū?)
  - New Vampire Princess Miyu (新・吸血姫美夕 Shin Kyūketsu-ki Miyū?) (secuela, con Toshiki Hirano)
  - Vampire Princess Yui (吸血姫夕維 Kyūketsu-ki Yūi?) (spin-def)
  - Vampire Princess Yui: Kanonsho (吸血姫夕維・香音抄 Kyūketsu-ki Yūi Kanonshō?)
- The Wanderer (manga)
- Wraith Sweeper (レイスイーパー Reisuīpā?)

### Ilustraciones de libros
- Kagami no Naka no Atashi he... por Mariko Aihara
- Nagai Nagai Yoru no Mahō por Mariko Aihara
- Saka no Ie no Himitsu por Mariko Aihara
- Ushinawareta Koi no Monogatari por Mariko Aihara
- Yureru Manazashi por Rie Akagi
- Koi Shōjo ha Meitantei por Kae Oda
- Koi Shōjo ha Meitantei 2: I Love You ha Kikoenai por Kae Oda
- Koi Shōjo ha Meitantei 3: Koibito Game por Kae Oda
- Yakushiji Ryōko no Kaiki Jikenbo: Black Spider Island por Yoshiki Tanaka
- Yakushiji Ryōko no Kaiki Jikenbo: Cleopatra no Sōsō por Yoshiki Tanaka
- Yakushiji Ryōko no Kaiki Jikenbo: Matenrō por Yoshiki Tanaka
- Yakushiji Ryōko no Kaiki Jikenbo: Pari Yōtohen por Yoshiki Tanaka
- Yakushiji Ryōko no Kaiki Jikenbo: Tokyo Nightmare por Yoshiki Tanaka
- Angel Eyes: Shōryō Ōkoku por Yūji Watanabe
- Girl por Kei Zushi